# یمحاض
یمحاض سرزمینی باستانی متعلق به اقوام سامی حدود حلب در سوریه بود. این سرزمین در قرن نوزدهم پیش از میلاد توسط یک دودمان محلی اداره می‌شد. این تمدن با شهرهای ماری، قطنا و آشور همسایه بود و در دوران اوج قدرت خود موفق به تصرف ماری و شهرهای همجوار آن شد.